# Taftia
Taftia is een geslacht van vliesvleugeligen uit de familie Encyrtidae. De wetenschappelijke naam van dit geslacht is voor het eerst geldig gepubliceerd in 1904 door Ashmead.

## Soorten
Het geslacht Taftia omvat de volgende soorten:
- Taftia prodeniae Ashmead, 1904
- Taftia saissetiae Gahan, 1920